# Hans Stocker (Politiker)
Hans Stocker (* 6. Juni 1929; † 31. Dezember 2008 in Staufen im Breisgau) war ein deutscher Gymnasiallehrer und Politiker (SPD).

## Leben
Stocker wuchs am Bodensee auf. Er besuchte das humanistische Gymnasium in Konstanz und studierte Romanistik, Geschichte, Politik und katholische Religion in Freiburg, München und Innsbruck. Später besuchte er das Studienseminar in Freiburg, um sich auf den höheren Schuldienst vorzubereiten. Daraufhin begann er als Lehrer am damals neu gegründeten Progymnasium, dem heutigen Faust-Gymnasium in Staufen zu arbeiten, dessen Ausbau zum Vollgymnasium wurde von ihm entscheidend geprägt.
Stocker gehörte der SPD über vier Jahrzehnte lang an. Er gehörte dem Gemeinderat, dem Kreistag des Landkreises Freiburg und in den Jahren 1972 bis 1976 dem baden-württembergischen Landtag über ein Zweitmandat im Wahlkreis Freiburg-Land an. Er setzte sich für die Weiterentwicklung des ländlichen Raumes ein, aber auch für die Bildung. Nach dem Ausscheiden aus dem Landtag zog er sich aus der Politik zurück und widmete sich wieder dem Schulwesen, so wurde er am Staufener Faust-Gymnasium Studiendirektor und Fachabteilungsleiter für Französisch, außerdem beteiligte er sich an der Gründung der Esther-Weber-Schule in Emmendingen-Wasser. Des Weiteren beteiligte er sich an der Städtepartnerschaft zwischen der Stadt Staufen und dem französischen Bonneville.